# Wieloogniskowa neuropatia ruchowa
Wieloogniskowa neuropatia ruchowa (ang. multifocal motor neuropathy) – rzadka neuropatia charakteryzująca się asymetrycznym osłabieniem siły mięśniowej oraz zanikami mięśni. Zwykle dotyczy rąk i przedramion, rzadziej kończyn dolnych. Ponadto występują fascykulacje.
W badaniu elektrofizjologicznym blok włókien ruchowych.
W CSF podwyższony poziom białka. W surowicy obecne przeciwciała przeciw gangliozydom GM-1.
Leczenie: dożylne preparaty immunoglobulin IVIG, cyklofosfamid.